# 克莉絲汀·麥克維
克莉丝汀·安妮·麦克维(1943年7月12日—2022年11月30日)，娘家姓珀费克特(英語：Perfect)，英国音乐制作人、歌手及词曲作家，佛利伍麦克乐队键盘乐器演奏者、声乐歌手及词曲作家。
麦克维加入过数个乐队，早期加入的乐队中以Chicken Shack最为著名。1968年，麦克维以临时音乐人的身份开始与佛利伍麦克乐队合作，两年后正式成为乐队成员，加入乐队后的第一首作品被收录在专辑《Future Games》中。佛利伍麦克的成员曾多次发生变动，而麦克维则长期留守，持续为乐队创作歌曲及担任主唱，直至1998年部分退休，曾被认为是“佛利伍麦克乐队数次重大成功的主要推动者”，在乐队于1988年发布的专辑《Greatest Hits》中，收录了由她独立创作或参与创作的8首歌曲。麦克维退休后，曾再次以临时音乐人的身份参与乐队最后一张录音室专辑《Say You Will》的制作，她本人则发布过三张个人专辑。
在佛利伍麦克乐队工作期间，麦克维入选摇滚名人堂，1998年，她获得全英音乐杰出音乐贡献奖，同年退出佛利伍麦克，进入半退休状态。
2013年，麦克维时隔15年再次与佛利伍麦克于伦敦O2体育馆同台演出，并于2014年重新加入佛利伍麦克，其后参与了《On with the Show》巡演。
麦克维分别在2006年和2014年获得英国词曲作者、作曲家和作者学会颁发的金质优异奖章（Gold Badge of Merit Award）和艾弗·诺韦洛终身成就奖。2021年，麦克维在英国美式乡村音乐奖颁奖典礼上获得开拓者奖，此外她还获得过两项格莱美奖。

## 早年经历
麦克维于1943年7月12日在兰开夏郡的Greenodd出生，她成长于斯梅西克（位于伯明翰附近）的西米德兰郡长大，祖父是威斯敏斯特教堂的一名风琴手，父亲是圣彼得学院索尔特利分校的小提琴手、音乐讲师以及圣菲利普语法学校的小提琴教师，母亲则从事心理治疗。
麦克维四岁时接触钢琴，但没有产生太大兴趣。十一岁时，麦克维在当地一名音乐家的带领下开始认真学习音乐，最初主要学习古典乐。15岁时，她收听了哥哥买的一部胖子多米诺歌集，而后又受到埃弗里兄弟等其他音乐人的影响，开始将兴趣转移至摇滚。

## 早期音乐生涯
麦克维起初的梦想是做一名美术老师，于是她考到了伯明翰的一间艺术学院学习雕塑，并在这所学院待了五年，期间她接触到了一些刚刚出道的音乐人。后来麦克维与Sounds of Blue乐队的吉他手斯坦·韦伯和贝斯手安迪·西尔维斯特见面，二人在得知她的音乐天赋后，邀请她加入他们的乐队。从此麦克维正式开始音乐表演，除与乐队成员合作之外，她还曾与斯宾塞•戴维斯共同演出。Sounds of Blue于麦克维从艺术学院毕业时解散。由于缺乏足够的资金投身艺术行业，麦克维搬到了伦敦，短暂供职于当地的一家百货商店，担任橱窗设计师。

## 乐队生涯

### Chicken Shack
1967年，西尔维斯特和韦伯重新组建了一支名叫“Chicken Shack”的乐队，麦克维获知他们正在招募钢琴手后便联系了他们，最终成功加入，成为乐队的钢琴手、键盘手及和声歌手，乐队发布的第一首歌曲《It's Okay with Me Baby》便是由她创作及主唱，同时她也是热门歌曲《I'd Rather Go Blind》（翻唱自艾灵顿·乔丹）的主唱。麦克维一共在Chicken Shack乐队参与了两张专辑的制作，其索尼·汤普森式的钢琴演奏以及独特的嗓音正式确立了她蓝调音乐人的形象，并在1969年及1970年两度获得《Melody Maker》杂志授予的英国最佳女歌手奖。
1968年，麦克维与佛利伍麦克乐队贝斯手约翰·麦克维结婚。为了能多和丈夫相处，麦克维于1969年转投佛利伍麦克。

### 佛利伍麦克
麦克维一直是佛利伍麦克的粉丝，而她之前所在的Chicken Shack乐队与佛利伍麦克同属唱片公司蓝色地平线，经常合作进行巡演，她本人亦曾以临时音乐人身份，为佛利伍麦克成员彼得·格林的几首歌曲提供钢琴伴奏，这些歌曲后来均收入佛利伍麦克第二张录音室专辑《Mr. Wonderful》中 。麦克维在音乐事业中多次得到乐队成员鼓励，并于后来发行了她的第一张个人专辑《Christine Perfect》（再发行版本则名为《The Legendary Christine Perfect Album》。
1970年，佛利伍麦克创始成员之一彼得·格林退出，失去了格林的佛利伍麦克急需另一名音乐人的填补，最后决定邀请麦克维加入，恰巧麦克维此前喜欢佛利伍麦克也正是因为格林，彩排期间，她学习了专辑《Kiln House》中的所有歌曲。
作为佛利伍麦克乐队的键盘手、创作人及女主唱，麦克维渐渐成为乐队的重要成员。格林退出之后，不少观点认为佛利伍麦克随时可能解散，但麦克维的加入有效地填补了格林的空缺，使乐队成员之间的联系重新变得紧密。麦克维以正式成员身份参与制作的第一张录音室专辑为1971年的《Future Games》，她也于该专辑的制作过程中首次得以与音乐人鲍勃·韦尔奇（于另一名乐队创始成员杰里米•斯宾塞退出后加入）合作。
1974年，麦克维带领佛利伍麦克的余下成员迁移到加利福尼亚。不久，韦尔奇在完成专辑《Heroes are Hard to Find》的制作后退出，二人组合史蒂薇·妮克絲和林赛·白金汉加入，至此，该乐队已拥有两名女主唱及歌曲创作者。麦克维与妮克丝随即成为密友，两人均感觉彼此的声音能够完美融合。1975年，麦克维创作及主唱了新组合的第一张专辑《佛利伍麦克》中的四首歌曲，分别为《Warm Ways》、《Over My Head》、《Say You Love Me》和《Sugar Daddy》，并与白金汉共同完成了《World Turning》的词曲创作。该专辑包含数首热门歌曲，其中麦克维的《Over My Head》和《Say You Love Me》均进入告示牌单曲榜单前20，《Over My Head》则被美国电台转播，进入美国排行榜前20 。

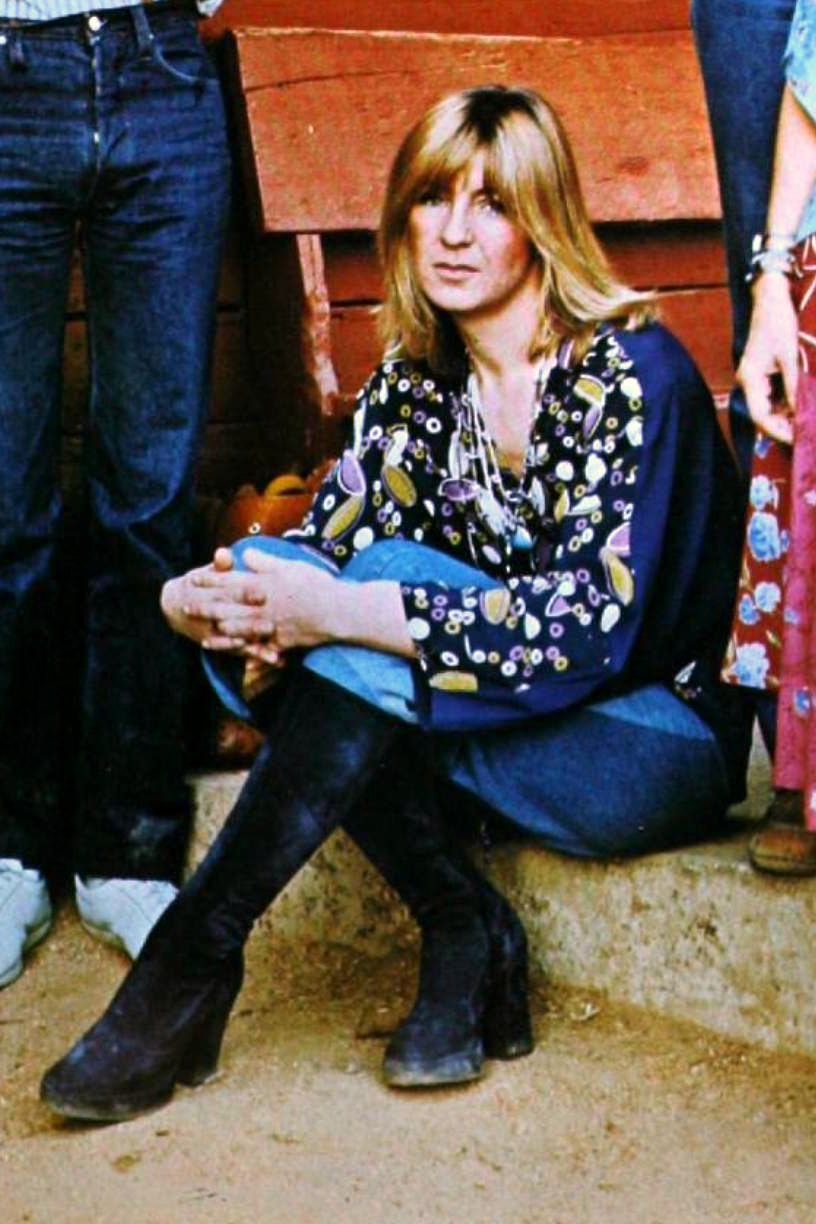
1977年的麦克维

1976年，麦克维开始与乐队的灯光师发展恋情，并根据这段经历写下了歌曲《You Make Loving Fun》，收录于乐队1977年的专辑《Rumours》之中，位列单曲榜前十。麦克维在这张专辑中最热门的歌曲则为《Don't Stop》，位列榜单前五。此外，专辑还收录了一首名为《Songbird》的慢速民谣，歌曲以麦克维的钢琴演奏为主，由白金汉提供原声吉他伴奏。
1979年，佛利伍麦克发行专辑 《Tusk》，其中由麦克维演唱的歌曲《Think About Me》位列美国单曲榜前20。《Tusk》专辑巡演结束后，乐队成员短暂分开，后于1981年重聚，于法国的一间工作室内共同完成了专辑《Mirage》的录制。该专辑于1982年发行，重新使得佛利伍麦克跻身美国顶级乐队行列，其中麦克维参与创作的 《Hold Me》进入榜单前五，该曲的创作灵感来源于她与海滩男孩乐队鼓手丹尼斯·威尔森之间失败的恋爱经历。她的另一首歌曲《Love in Store》在1983年的排行榜中最高排名22，成为专辑中排名第三的热门歌曲。
1984年，麦克维发行了她的第二张个人专辑，并以自己的名字命名。其中《Got a Hold on Me》打入美国单曲榜前十，同时在成人当代音乐榜单及主流摇滚榜单上排名第一，《Love Will Show Us How》位列全国单曲榜前30，而专辑内第三首歌曲《I'm the One》则未能上榜，麦克维后来在谈到该专辑时表示她并未期待该专辑能成为全世界最新奇的专辑，而是希望自己能够喜欢。
1986年10月18日，麦克维与键盘手埃迪·昆特拉结婚，两人共同创作了一系列歌曲，这些歌曲随后被收录到佛利伍麦克的下一张专辑中。1986年，麦克维重新加入佛利伍麦克，并参与到专辑《Tango in the Night》的录制中。该专辑后来位列英国和美国排行榜前五，成为继《Rumours》之后该乐队最成功的专辑，其中麦克维的《Everywhere》则在英国排行第4，在美国排行第14，为该乐队在英国排名第三高的歌曲。1990年，乐队发布了专辑《Behind the Mask》。该专辑后来成为美国金唱片，并在英国榜单上排行第一，成为白金唱片。其中麦克维的《Save Me》位列美国单曲榜前40，《Skies the Limit》则为美国最热单曲第二名，并入选成人当代音乐榜。
1990年，麦克维的父亲在她参与《Behind the Mask》专辑巡演时去世，促使她决定不再参加任何巡演，但她仍然继续留在佛利伍麦克，先后演唱了1992年专辑《25 Years – The Chain》中的歌曲《Love Shines》以及1995年专辑《Time》中的五首歌曲。1990年代中叶，佛利伍麦克乐队与约翰·麦克维共同参与了白金汉一首单曲的录制，由克莉丝汀提供部分和声以及键盘乐器演奏。1997年，乐队发布现场专辑《The Dance》，于美国排行榜中排名第一。
1998年，佛利伍麦克乐队被列入摇滚名人堂，麦克维参与了乐队的庆祝巡演，又相继在格莱美奖以及全英音乐奖的颁奖典礼上参与演出，重返巡演舞台。其后麦克维决定不再与佛利伍麦克同台演出，她表示这是因为乐队经常多地往返，已使她患上飞行恐惧症。

### 1999–2014：淡出佛利伍麦克及半退休
专辑《The Dance》制作完成后，麦克维回到英国陪同家人，逐渐淡出公众视野，直到2000年时接受格林威治大学授予的名誉音乐博士学位时方才再次出现。离开佛利伍麦克乐队五年后，麦克维与昆特拉离婚。
2004年，麦克维在一次采访中表示她如今已很少再听流行音乐，但颇为喜爱英国Classic FM工作室发行的歌曲。
隐退期间，麦克维曾以临时音乐人身份参与佛利伍麦克最后一张专辑《Say You Will》的制作，2003年12月，她观看了此张专辑的伦敦站巡演，但未有登台演出，同年她发布了自己的第三张个人专辑In the Meantime》。
2006年，英国词曲作者、作曲家和作者学会在伦敦的萨伏伊酒店向麦克维颁发金质优异奖章，同年《Paste》杂志将她和林赛·白金汉列为最伟大在世词曲创作者组合第83名。
2009年，佛利伍麦克举行《Unleashed》专辑巡演，麦克维也没有参加。2012年，佛利伍麦克宣布将再次举办世界巡演，麦克维的好友史蒂薇·妮克丝认为麦克维仍然不太可能参与，并表示自从麦克维决定回到伦敦陪伴家人之后，乐队成员就一直期待她有朝一日能够改变主意，但她一直没有重返。妮克丝进一步指出：“如果她愿意加入我们，我们随时欢迎。”
2013年10月，麦克维宣布她正在录制第四张个人专辑，此时距离她发布上一张个人专辑已过去9年。

### 2014–2022:与林赛·白金汉重返佛利伍麦克

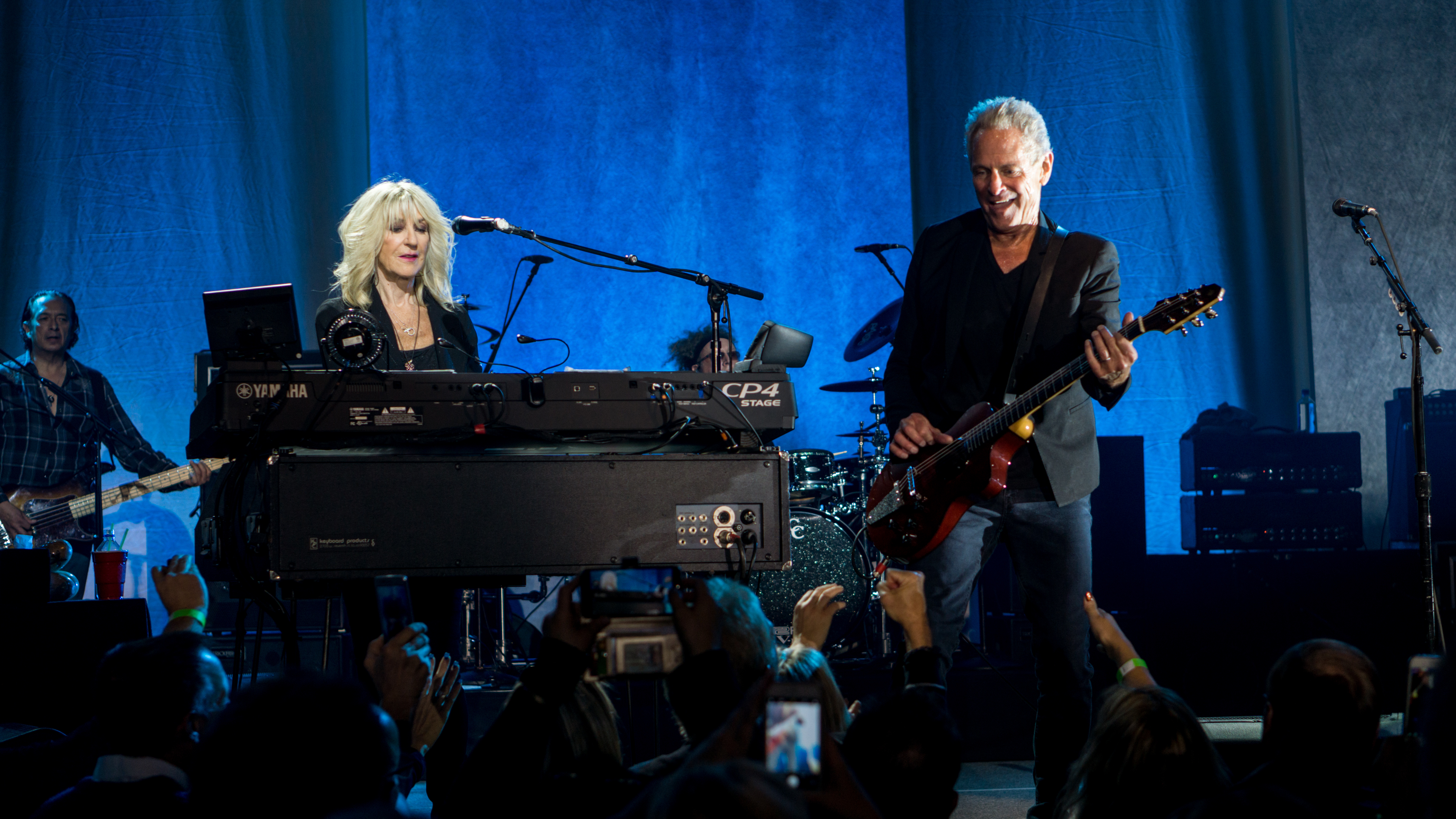
2017年现场演唱会上的白金汉与麦克维

2013年，麦克维在夏威夷的茂宜岛参加了一场由米克·佛利特伍德（佛利伍麦克成员）组织的演出，时隔15年再次重返舞台，同年9月，麦克维于伦敦O2体育馆再次与佛利伍麦克同台演出，演奏了歌曲《Don't Stop》，受到观众的热烈欢迎。2014年1月11日，米克·佛利特伍德在茂宜岛的一场音乐会上宣布麦克维将重新加入佛利伍麦克，两天后，乐队宣布麦克维已正式加入。
2016年8月，米克·佛利特伍德表示，在佛利伍麦克的众多歌曲中，史蒂薇·妮克丝几乎从未担任主唱，而大部分贡献都是由白金汉和麦克维作出，如果二人愿意，乐队可以专门为他们发行一张二重唱专辑。最终，乐队于2017年6月9日发行《Lindsey Buckingham Christine McVie》，专辑巡演于2017年6月21日开始，持续38天，至11月16日结束，白金汉和麦克维参与了6月21日至7月27日的演出，现场演奏了专辑中的8首歌曲（共10首）以及一些佛利伍麦克的其他歌曲和白金汉的几首独唱歌曲。6月，乐队出席《吉米·法伦今夜秀》，演唱了专辑中的第一首歌曲《In My World》。8月，乐队在北美临时增加了一系列演出，又在10月继续增加了22场。
2017年，佛利伍麦克先后在“Classic West”音乐会7月16日场次（于洛杉矶道奇体育场举办）以及“Classic East”音乐会7月30日场次（于纽约市花旗球场举办）中担任主演。2018年4月9日，佛利伍麦克宣布音乐人迈克·坎贝尔及尼爾·芬恩将加入该乐队，取代即将退出的吉他手林赛·白金汉。2019年，麦克维成为BBC纪录片《Fleetwood Mac's Songbird – Christine McVie》（时长90分钟）的主角。

### 其他
麦克维曾与歌手克里斯托弗·克罗斯共同演唱《Never Stop Believing》，以及与鲍勃·韦尔奇合唱《Sentimental Lady》。

## 个人生活
克莉丝汀·麦克维在1968年和第一任丈夫为约翰·麦克维，婚礼在伯明翰举行，由彼得·格林担任伴郎。当时歌手乔·科克尔居住在伯明翰，克莉丝汀与约翰在随同乐队前往举办巡回演出的路上碰见了他，于是决定取消蜜月旅行计划，改为在伯明翰的一家酒店庆祝。克莉丝汀和约翰于1976年离婚，但仍保持朋友关系，在事业上也仍持续合作。专辑《Rumours》制作期间，克莉丝汀恋上乐队灯光师库里·格兰特，还根据此段恋情创作了歌曲《You Make Loving Fun》。1979年至1982年间，她经常与海滩男孩乐队的丹尼斯·威尔逊约会。
1986年10月18日，麦克维与葡萄牙键盘手、词曲作者埃迪·昆特拉结婚，二人合作创作了包括《Little Lies》等在内的多首歌曲。两人最终在2003年离婚，2020年，昆特拉去世。
1970年代，正值佛利伍麦克的事业高峰期，麦克维居住在洛杉矶的一处房产内，该房产之前先后由瓊·考琳絲、艾爾頓·強持有。1990年，麦克维搬到坎特伯雷附近的一个村庄，买下了一所庄园，她离开佛利伍麦克后发行的独唱专辑即是在此处完成。麦克维非常喜欢这所庄园的乡村环境，除了在此创作歌曲之外，还对庄园进行了整修。2014年重返佛利伍麦克后，由于大部分时间都待在伦敦，麦克维将这所庄园投向市场。

## 逝世
麦克维生前长期患有转移性癌症，病因不明.，2022年11月30日，她因中风在医院逝世，享年79岁。
麦克维去世后，佛利伍麦克表示她是乐队“最伟大的人物以及最好的朋友”，史蒂薇·妮克丝亦表示麦克维是她“在世界上最好的朋友”。

## 音乐作品

### 个人专辑
| 名称                                                  | 年份 | 最高排行榜名次 | 最高排行榜名次 | 最高排行榜名次 | 最高排行榜名次 |
| 名称                                                  | 年份 | 美国           | 美国 独立专辑  | 英国           | 澳大利亚       |
| ----------------------------------------------------- | ---- | -------------- | -------------- | -------------- | -------------- |
| Christine Perfect                                     | 1970 | 104            | —              | —              | —              |
| Christine McVie                                       | 1984 | 26             | —              | 58             | 67             |
| In the Meantime                                       | 2004 | —              | 32             | 133            | —              |
| Lindsey Buckingham Christine McVie(与林赛·白金汉合作) | 2017 | 17             | —              | 5              | —              |

### 合辑
| 名称                        | 年份 |
| --------------------------- | ---- |
| Albatross(与佛利伍麦克合作) | 1977 |
| Songbird                    | 2022 |

### 单曲
| 名称                                  | 年份 | 最高排行榜名次 | 最高排行榜名次 | 最高排行榜名次   | 最高排行榜名次 | 所属专辑            |
| 名称                                  | 年份 | 美国Hot 100    | 美国摇滚乐     | 美国成人当代音乐 | 澳大利亚       | 所属专辑            |
| ------------------------------------- | ---- | -------------- | -------------- | ---------------- | -------------- | ------------------- |
| When You Say                          | 1969 | —              | —              | —                | —              | 'Christine Perfect' |
| I'm Too Far Gone (To Turn Around)     | 1970 | —              | —              | —                | —              | 'Christine Perfect' |
| Got a Hold on Me                      | 1984 | 10             | 1              | 1                | 55             | Christine McVie     |
| Love Will Show Us How                 | 1984 | 30             | 24             | 32               | —              | Christine McVie     |
| One in a Million(与史蒂夫·温伍德合作) | 1984 | —              | 27             | —                | —              | Christine McVie     |
| Friend                                | 2004 | —              | —              | 29               | —              | In the Meantime     |
| Slow Down                             | 2022 | —              | —              | —                | —              | Songbird            |

### 其他参与
| 名称               | 年份 | 备注                                          |
| ------------------ | ---- | --------------------------------------------- |
| 堕入情网           | 1986 | 电影《A Fine Mess》原声带                     |
| Roll with Me Henry | 1989 | 伊特·珍歌曲《Rock, Rhythm & Blues》的重制版本 |
| All You Gotta Do   | 2022 | 《Songbird》专辑新曲目                        |

### 与Chicken Shack合作
| 名称                                               | 年份 | 最高排行榜名次 |
| 名称                                               | 年份 | 英国           |
| -------------------------------------------------- | ---- | -------------- |
| 40 Blue Fingers, Freshly Packed and Ready to Serve | 1968 | 12             |
| O.K. Ken?                                          | 1969 | 9              |

### 与佛利伍麦克合作
| 名称                    | 年份 | 最高排行榜名次 | 最高排行榜名次 |
| 名称                    | 年份 | 美国           | 英国           |
| ----------------------- | ---- | -------------- | -------------- |
| Future Games            | 1971 | 91             | —              |
| Bare Trees              | 1972 | 70             | —              |
| Penguin                 | 1973 | 49             | —              |
| Mystery to Me           | 1973 | 67             | —              |
| Heroes Are Hard to Find | 1974 | 34             | —              |
| Fleetwood Mac           | 1975 | 1              | 23             |
| Rumours                 | 1977 | 1              | 1              |
| Tusk                    | 1979 | 4              | 1              |
| Live                    | 1980 | 14             | 31             |
| Mirage                  | 1982 | 1              | 5              |
| Tango in the Night      | 1987 | 7              | 1              |
| Behind the Mask         | 1990 | 18             | 1              |
| Time                    | 1995 | —              | 47             |
| The Dance               | 1997 | 1              | 15             |

## 一般及引用文献
- Unterberger, Richie. . Voyageur Press. 2017  [2023-09-24]. ISBN 978-1-627-88975-9. （原始内容存档于2023-04-09）.